# میکائل نیلسون (بازیکن فوتبال، زاده ۱۹۷۸)
میکائل نیلسون (سوئدی: Mikael Nilsson؛ زادهٔ ۲۴ ژوئن ۱۹۷۸) بازیکن فوتبال اهل سوئد است.

## تیم ملی
وی همچنین در تیم ملی فوتبال سوئد بازی کرده است.